# Кікос (фільм)
Кікос (вірм. Կիկոս) — радянський короткометражний художній фільм режисера Патвакана Бархударяна, знятий в 1931 році на студії «Вірменкіно». Екранізація однойменної повісті Матвія Дарбіняна. Прем'єра фільму відбулася 3 грудня 1931 року.

## Сюжет
Наївний, політично безграмотний вірменський селянин Кікос під час Громадянської війни поперемінно опиняється у ворогуючих таборах, але у підсумку вибирає Червону Армію, яка бореться за права трудового народу.

## У ролях
| Актор               | Роль              |
| ------------------- | ----------------- |
| Амвросій Хачанян    | Кікос             |
| Рачія Нерсесян      | Арам              |
| Авет Аветисян       | Мурад             |
| Є. Браше-Бархударян | дама              |
| Григорій Чахир'ян   | офіцер            |
| Хачатур Абрамян     | маузерист         |
| Сурен Кочарян       | офіцер            |
| А. Ашимова          | Осан              |
| А. Папян            | Вардуї            |
| Амасій Мартиросян   | міський комендант |
| К. Когамов          | старшина          |
| Василь Ільїн        | Іван              |
| Михайло Гарагаш     | вчитель           |

## Знімальна група
- Режисери — Патвакан Бархударян, Сергій Кочарян
- Сценарист — Матвій Дарбінян
- Оператор — Олександр Станке
- Художник — Степан Тар'ян